# Judo na Igrzyskach Azjatyckich 1990
Turniej judo na igrzyskach Azjatyckich 1990 rozegrano w Pekinie w dniach 28 września-1 października 1990 roku, na terenie "Yuetan Gymnasium".

## Tabela medalowa
| Poz.  | Państwo          |    |    |    | Łącznie |
| ----- | ---------------- | -- | -- | -- | ------- |
| 1.    | Japonia          | 8  | 3  | 4  | 15      |
| 2.    | Chiny            | 5  | 5  | 2  | 12      |
| 3.    | Korea Południowa | 2  | 5  | 9  | 16      |
| 4.    | Korea Północna   | 1  | 1  | 3  | 5       |
| 5.    | Chińskie Tajpej  | 0  | 1  | 7  | 8       |
| 6.    | Mongolia         | 0  | 1  | 3  | 4       |
| 7.    | Birma            | 0  | 0  | 1  | 1       |
| .     | Hongkong         | 0  | 0  | 1  | 1       |
| .     | Indonezja        | 0  | 0  | 1  | 1       |
| .     | Tajlandia        | 0  | 0  | 1  | 1       |
| Razem | Razem            | 16 | 16 | 32 | 64      |

## Mężczyźni
| Waga   | Złoto:           | Srebro:                      | Brąz:              | Brąz:                        |
| 60 kg  | Tadanori Koshino | Kim Dong-min                 | Pak Hak-yong       | Daszgombyn Battulga          |
| 65 kg  | Masahiko Okuma   | Kim Jong-soo                 | Gao Erwei          | Huang Chien-lung             |
| 71 kg  | Chung Hoon       | Li Chang-Su                  | Toshihiko Koga     | Artaguin Buyanjargal         |
| 78 kg  | Cho Kim-byung    | Li Jinshan                   | Yoshiyuki Takanami | Liaw Der-cheng               |
| 86 kg  | Hirotaka Okada   | Kim Seung-gyu                | Pak Jong-chul      | Zhao Zhishan                 |
| 95 kg  | Yasuhiro Kai     | Jiang Fabin                  | Pak Ung-goi        | Baek Jang-ki                 |
| +95 kg | Hwang Jae-gil    | Badmaanjambuugijn Bat-Erdene | Naoya Ogawa        | Kim Geon-su                  |
| Open   | Hideyuki Sekine  | Kim Geon-su                  | Yen Kuo-Che        | Badmaanjambuugijn Bat-Erdene |

## Kobiety
| Waga   | Złoto:         | Srebro:          | Brąz:          | Brąz:             |
| 48 kg  | Fumiko Esaki   | Li Aiyue         | Ok Kyoung-Sook | Huang Yu-Shin     |
| 52 kg  | Mutsumi Ueda   | Chang Fengxia    | Park Mi-hee    | Yu Wai Seung      |
| 56 kg  | Li Zhongyun    | Tsay Shwu-huey   | Cho Min-sun    | Prateep Pinitwong |
| 61 kg  | Jin Xianglan   | Takako Kobayashi | Kim Sung-Hye   | Liaw Tien-Ying    |
| 66 kg  | Zhang Di       | Ryōko Fujimoto   | Park Ji-yeong  | Thandar Sit Naing |
| 72 kg  | Yōko Tanabe    | Wu Weifeng       | Kim Mi-jung    | Pujawati Utama    |
| +72 kg | Zhang Ying     | Kaori Suzuki     | Mun Ji-yun     | Chen Mei-Huey     |
| Open   | Zhuang Xiaoyan | Mun Ji-yun       | Yōko Tanabe    | Chen Ling-Jen     |